# BK Astrio
Bollklubben Astrio ist ein schwedischer Fußballverein aus Halmstad. Der Klub ist vor allem für seine Frauenmannschaft bekannt, die zwei Spielzeiten in der ersten Liga antreten konnte.

## Geschichte
BK Astrio wurde am 30. Juli 1933 gegründet. Die an der Gründung des Vereins beteiligten Fußballer orientierten sich bei der Namensgebung an der österreichischen Mannschaft von FK Austria Wien. Lange Zeit spielte die Mannschaft nur in den tiefsten Klassen der schwedischen Ligapyramide. Am Ende der Spielzeit 1973 gelang erstmals der Aufstieg in die vierthöchste Spielklasse. Dort konnte der Klub auf Anhieb den dritten Platz belegen, vier Punkte fehlten am Saisonende zum Aufstieg. Auch in den folgenden Jahren konnte sich die Mannschaft in den vorderen Rängen der Liga platzieren. 1979 gelang dann die Meisterschaft und der damit verbundene Aufstieg in die dritte Liga.
Das erste Jahr in der dritten Liga konnte die Mannschaft von BK Astrio erfolgreich gestalten, am Saisonende war man punktgleich und mit dem gleichen Torverhältnis ausgestattet wie Varbergs BoIS, hatte jedoch vier Tore mehr erzielt. Dies bedeutete die Teilnahme zu den Aufstiegsspielen zur zweiten Liga, in denen sich jedoch Västra Frölunda IF und Trelleborgs FF durchsetzten. In der folgenden Spielzeit stürzte der Verein wieder in die vierte Liga ab. Dort bewegte sich der Klub in den folgenden Jahren im grauen Mittelfeld, bei der Neugliederung des schwedischen Ligasystems folgte der Absturz in die Division 4, die fünfthöchste Spielklasse. 1989 erfolgte die Rückkehr in die vierte Liga und im folgenden Jahr sogar der Durchmarsch in Liga drei. Hier gelangen Mittelfeldplätze, ehe 1993 der Wiederabstieg als Tabellenletzter feststand und der Klub im Folgejahr in die fünfte Liga durchgereicht wurde. Auch dort ging es in den folgenden Spielzeiten gegen den Abstieg, der jedoch vermieden werden konnte.
Ab 1999 spielte BK Astrio wieder vorne mit, der Aufstieg wurde als Vizemeister jedoch um drei Punkte verpasst. 2001 qualifizierte sich die Mannschaft für die Aufstiegsspiele, in denen sie allerdings scheiterte. Zwei Jahre später gelang der erneute Einzug in die Aufstiegsplayoffs, wegen des schlechteren Torverhältnisses wurde der aufstieg knapp verpasst. Ein Jahr später war man dann ohne Chance in der Relegationsrunde und holte nur einen Punkt. Zwar bedeutete 2005 die dritte Vizemeisterschaft in Folge erneut nur die Teilnahme an der Aufstiegsrunde, in dieser blieb die Mannschaft ohne Punktverlust und erreichte die Division 3, die allerdings wegen einer Umstrukturierung der Ligenpyramide erneut nur die fünfte Spielklasse war. Von dort musste der Verein jedoch direkt absteigen und spielt derzeit nur noch sechstklassig.
Die Damenmannschaft des Klubs ist erfolgreicher als die Herrenmannschaft. Während diese nie über die dritte Spielklasse hinauskam, konnten sich die Frauen zweimal für die Damallsvenskan qualifizieren. 1991 und 2000 wurde die Saison jedoch jeweils am Tabellenende abgeschlossen und damit jeweils der Klassenerhalt verpasst. Insgesamt stehen aus den zwei Spielzeiten fünf Siege und ein Unentschieden zu Buche. 2001 stieg die Mannschaft sogar in die dritte Liga ab, konnte aber den direkten Wiederaufstieg schaffen. Allerdings ging es 2004 wieder in die dritte und ein Jahr später in die vierte Liga.

## Bekannte Spieler
- Mats Jingblad
- Erik Wahlstedt